# Thun (voormalig district)
Thun (Frans:Thoune) is een voormalig district in het kanton Bern met hoofdplaats Thun. Het district omvatte 26 gemeenten op 267 km².
| gemeentenaam      | inwonersaantal (31/12/2005) | oppervlakte (km²) |
| ----------------- | --------------------------- | ----------------- |
| Amsoldingen       | 803                         | 4,7               |
| Blumenstein       | 1171                        | 15,5              |
| Buchholterberg    | 1482                        | 15,3              |
| Eriz              | 516                         | 21,8              |
| Fahrni            | 720                         | 6,7               |
| Forst-Längenbühl  | 743                         | 4,5               |
| Heiligenschwendi  | 658                         | 5,6               |
| Heimberg          | 5625                        | 5,4               |
| Hilterfingen      | 3946                        | 2,8               |
| Höfen             | 397                         | 4,6               |
| Homberg           | 495                         | 6,5               |
| Horrenbach-Buchen | 282                         | 20,4              |
| Oberhofen         | 2247                        | 2,8               |
| Oberlangenegg     | 487                         | 9,1               |
| Pohlern           | 239                         | 9,9               |
| Schwendibach      | 252                         | 1,5               |
| Sigriswil         | 4487                        | 55,4              |
| Steffisburg       | 15.122                      | 13,5              |
| Teuffenthal       | 183                         | 4,6               |
| Thierachern       | 2131                        | 7,5               |
| Thun              | 41.138                      | 21,6              |
| Uebeschi          | 701                         | 4,4               |
| Uetendorf         | 5878                        | 10,2              |
| Unterlangenegg    | 912                         | 6,8               |
| Wachseldorn       | 250                         | 3,5               |
| Zwieselberg       | 261                         | 2,4               |
| Totaal (26)       | 91.126                      | 267,0             |

## Bestuurlijke herindeling
Bij de herindeling van het kanton Bern in 2010 zijn alle gemeenten van het district (Amtsbezirk) Thun overgegaan naar het nieuwe district (Verwaltungskreis) Thun.
Aarberg · Aarwangen · Bern · Biel · Büren · Burgdorf · Courtelary · Erlach · Fraubrunnen · Frutigen · Interlaken · Konolfingen · Laupen · Moutier · La Neuveville · Nidau · Niedersimmental · Oberhasli · Obersimmental · Saanen · Schwarzenburg · Seftigen · Signau · Thun · Trachselwald · Wangen